# Nizozemski Mavricij
Mavricij je bil uradna naselbina nizozemske vzhodnoindijske družbe na otoku Mavricij med letoma 1638 in 1710 in se je uporabljal kot okrepčevalna postaja za mimovozeče ladje. Že od leta 1598 so ga obiskovale nizozemske ladje, vendar so se naselili šele leta 1638, da bi preprečile Francozom in Britancem, da bi se naselili na otoku. 

## Zgodovina
Pogosto se domneva, da so Mavricij prvi odkrili Arabci, ki so otok poimenovali Dina Harobi. Prvi zgodovinski dokaz o obstoju otoka, danes znanega kot Mavricij, je na zemljevidu, ki ga je izdelal italijanski kartograf Alberto Cantino leta 1502.  Zagotovo so Mavricij med letoma 1507 in 1513 obiskali Portugalci. Vendar se Portugalci niso zanimali za ta osamljeni otok. Njihovo glavno afriško oporišče je bilo v Mozambiku, zato so portugalski pomorščaki za pot v Indijo raje uporabili Mozambiški kanal. Komori na severu so se izkazali za bolj praktično pristanišče. Tako Portugalci na otoku niso ustanovili stalne kolonije.

### Nizozemski mornarji (1598–1637)
Leta 1598 je nizozemska odprava osmih ladij iz pristanišča Texel (Nizozemska) pod poveljstvom admiralov Jacoba Cornelisza van Necka in Wybranda van Warwijcka odplula proti indijski podcelini. Osem ladij je po prečkanju Rta dobrega upanja zašlo v slabo vreme in se ločilo. Trije so našli pot proti severovzhodu Madagaskarja, preostalih pet pa se je ponovno zbralo in odplulo proti jugovzhodu. 17. septembra je pet ladij pod ukazom admirala Van Warwycka prišlo v pogled na otok.
20. septembra so vstopili v zaščiten zaliv, ki so ga poimenovali "Port de Warwick" (sedanje ime je "Grand Port"). Pristali so in se odločili, da bodo otok poimenovali "Prins Maurits van Nassaueiland", po princu Mavriciju ( latinska različica: Mauritius) iz hiše Nassau, stadtholderju provinc Nizozemske republike, razen Frizije, pa tudi po glavnem plovilu flote, ki se je imenovala "Mavricij". Iz tistih časov je ostalo le ime Mavricij. 2. oktobra so ladje ponovno izplule proti Bantamu.
Od takrat naprej so Nizozemci uporabljali otoško "Port de Warwick" kot vmesno postajo po dolgih mesecih na morju. Leta 1606 sta dve ekspediciji prvič prišli v kraj, ki je kasneje postal Port-Louis na severozahodnem delu otoka. Ekspedicija, sestavljena iz enajstih ladij in 1357 mož, je pod poveljstvom admirala Necka prišla v zaliv, ki so ga poimenovali "Rade des Tortues" (dobesedno pomeni "pristanišče želv") zaradi velikega števila kopenskih želv, ki so jih tam našli. . 
Od tega datuma so se nizozemski mornarji odločili za pristanišče "Rade des Tortues". Leta 1615 je brodolom in smrt guvernerja Pietra Botha, ki se je vračal iz Indije s štirimi bogato natovorjenimi ladjami v zalivu, povzročila, da so nizozemski mornarji pot imeli za zakleto in so se ji poskušali čim bolj izogibati. Medtem so Britanci in Danci začeli vdirati v Indijski ocean. Tisti, ki so pristali na otoku, so svobodno posekali in odnesli s seboj dragoceno sredico ebenovine, ki so jo nato v izobilju našli po vsem otoku.

### Nizozemska kolonizacija (1638–1710)
Nizozemska kolonizacija se je začela leta 1638 in končala leta 1710 s kratko prekinitvijo med letoma 1658 in 1666. Imenovani so bili številni guvernerji, a nenehne stiske, kot so cikloni, suše, napadi škodljivcev, pomanjkanje hrane in bolezni, so končno terjale svoj davek in otok je bil leta 1710 dokončno zapuščen.
Otok ni bil stalno naseljen štirideset let po tem, ko so ga odkrili Nizozemci, toda leta 1638 je Cornelius Gooyer ustanovil prvo stalno nizozemsko naselbino na Mavriciju s petindvajsetčlansko garnizijo. Tako je postal prvi guverner otoka. Leta 1639 je prišlo še trideset mož, da bi okrepili nizozemsko kolonijo. Gooyerju je bilo naročeno, naj razvije komercialni potencial otoka, vendar ni storil ničesar od tega, zato so ga odpoklicali. Njegov naslednik je bil Adriaan van der Stel, ki se je resno lotil razvoja in razvil izvoz lesa ebenovine . V ta namen je Van der Stel na otok pripeljal 105 malgaških sužnjev  . V prvem tednu je okoli šestdeset sužnjev pobegnilo v gozdove; le kakih dvajset naj bi jih ponovno ujeli.
Leta 1644 so se otočani soočili z večmesečnimi težavami zaradi zamude pri pošiljanju zalog, slabe letine in ciklonov. V teh mesecih so se kolonisti lahko zanesli le nase z ribolovom in lovom. Kljub temu je Van der Stel zagotovil pošiljko dodatnih 95 sužnjev z Madagaskarja, preden so jih premestili na Cejlon. Zamenjal ga je Jacob van der Meersch . Slednji je leta 1645 pripeljal še 108 malgaških sužnjev. Van der Meersch je septembra 1648 zapustil Mavricij, zamenjal pa ga je Reinier Por.
Leta 1652 je še več stisk doletelo koloniste, gospodarje in sužnje. Prebivalstvo je takrat štelo približno sto ljudi. Nadaljnje težave so vplivale na komercialni potencial otoka in leta 1657 je bil odrejen umik. Dne 16. julija 1658 so skoraj vsi prebivalci zapustili otok, razen ladijskega dečka in dveh sužnjev, ki so se zatekli v gozdove.  Tako se je prvi poskus Nizozemske kolonizacije končal klavrno.
Leta 1664 je bil narejen drugi poskus, vendar se je tudi ta končal slabo, saj so možje, izbrani za to delo, zapustili svojega bolnega poveljnika Van Niewlanda brez ustreznega zdravljenja in ta je umrl.
Od leta 1666 do 1669 je Dirk Jansz Smient upravljal novo kolonijo v Grand Portu, s sečnjo in izvozom ebenovine kot glavno dejavnostjo. Ko je Dirk Jansz Smient odšel, ga je zamenjal George Frederik Wreeden. Slednji je umrl leta 1672, utopljen s petimi drugimi kolonisti med izvidniško ekspedicijo. Njegova zamenjava bi bil Hubert Hugo. Slednji je bil človek z vizijo in je želel otok spremeniti v kmetijsko kolonijo. Njegove vizije niso delili njegovi nadrejeni in sčasoma svoje vizije ni mogel v celoti razviti.
Issac Johannes Lamotius je postal novi guverner, ko je Hugo leta 1677 odšel. Lamotius je vladal do leta 1692, ko je bil izgnan v Batavijo na obsodbo zaradi preganjanja kolonista, katerega žena je zavračala njegovo dvorjenje. Tako je bil leta 1692 imenovan nov guverner, Roelof Deodati. Leta 1693 je Deodati izgnal francoskega protestanta Françoisa Leguata in pet njegovih privržencev za dve leti na Ile aux Fouquets, potem ko je Leguatova skupina dosegla Mavricij z Rodriguesa. Tudi če je poskušal razviti otok, se je Deodati soočal s številnimi težavami, kot so cikloni, napadi škodljivcev, bolezni goveda in suše. Malodušni Deodati je na koncu obupal in njegova zamenjava bi bil Abraham Momber Van de Velde. Slednjemu ni šlo nič bolje in je na koncu postal zadnji nizozemski guverner otoka v tem obdobju. Tako so Nizozemci leta 1710 dokončno zapustili otok.

## Zapuščina
Nizozemci so dali ime državi in številnim regijam po celem otoku. Nekateri primeri vključujejo goro "Pieter Both", regijo "Vandermeersh" blizu Rose-Hill in mnoga druga imena. Predstavili so tudi rastline sladkornega trsa z Jave. Manj občudovanja vredno je bilo Nizozemsko zdesetkanje lokalne populacije dodojev in orjaških želv za hrano, k čemur je prispeval tudi vnos konkurenčnih vrst in škodljivcev. Velike gozdne površine so bile posekane za izkoriščanje lubja ebenovine.
Leta 1948 so v Ferneyju, Vieux Grand Port, postavili spomenik in ploščo v spomin na prvo nizozemsko izkrcanje, ki se je zgodilo 350 let prej. Spomenik se nahaja ob zapuščenih zgradbah, ki so jih naseljenci zgradili z granitnimi kockami.  Pred kratkim je prišlo do delne obnove ruševin in mestu je bilo povrnjeno ime Fort Frederik Hendrik.  18. novembra 2010 sta muzej Frederika Hendrika odprla Ad Koekkoek, veleposlanik Nizozemske v Tanzaniji, in Mookhesswur Choonee, minister za kulturo Mauritiusa. 